# Pedro Zaraza (Bezirk)
Der Municipio Pedro Zaraza ist einer von 15 Municipios des Bundesstaats Guárico im Zentrum von Venezuela. Der Municipio besteht aus zwei Parroquias, dem Verwaltungssitz Zaraza und San José de Unare. Der Bezirk liegt im Nordosten des Bundesstaates. Er hat seinen Namen nach Pedro Zaraza, einem Militär aus dem venezolanischen Unabhängigkeitskrieg.

## Demographie
Bei der Volkszählung 2011 lebten 8,3 % der Einwohner des Bundesstaates im Municipio Pedro Zaraz; 2001 hatte der Anteil noch 8,6 % betragen.

## Verkehr
Die Hauptstraße CT-13 verläuft in West-Ost-Richtung durch den Municipio. Von ihr zweigt in Zaraza nach Nordosten die Hauptstraße CT-14 ab.

## Belege
1. ↑  XIV Censo Nacional de Poblacißon y Vivienda chapter=Resulatdos por Entidad Federal y Municipio del Estado Guárico. (PDF; 1,6 MB) Instituto Nacional de Estadística, Januar 2013, S. 11, abgerufen am 15. März 2013 (spanisch).